# Elisabeth Forsell
Elisabeth Forsell, död efter 1747, var en svensk vävare och textilhantverkare. Hon betraktas som en pionjär inom textilindustrin, särskilt inom linodling och linberedning, i Finland, där hon var verksam från 1739 till 1747. Hon tillverkade de första spinnmaskinerna i Finland och introducerade därmed maskinen i landet. 
Till följd av klagomål från faktorierna över bristen på garn grundade Manufakturkontoret i Stockholm spinnskolor hösten 1739. Finland bedömdes som särskilt lämpligt för linodling, och därför fattades ett beslut om att sända en rådgivare i linodling till Finland på Manufakturkontorets bekostnad. Elisabeth Forsell utsågs för den uppgiften som en av de bästa spinnerskorna vid Kättsta linneväveri i Harakers socken i Västmanland. Hon fick en fullmakt som gav henne rätt till assistans av Finlands landshövdingar och medförde en dittills okänd dubbelspinnrock, en uppfinning av Kättsas förman Abraham Hedman, och en härvel. Hon tog först emot elever i Åbo, och från 1740 i Borgå. Bland hennes elever fanns pigor, hustrur och döttrar till hantverkare, men även medlemmar ur överklassen. Hon möttes av en del motstånd från landshövdingen, som framställde klagomål på hennes ungdom. Hon omnämns senast 1747: därefter är det okänt vad hon gjorde, men uppges ha återvänt till Sverige. Enligt obekräftade uppgifter ska hon ha efterträtts av sin elev Juliana Garberg.